# Katniss Everdeen
Katniss Everdeen è la protagonista e voce narrante della trilogia letteraria di Hunger Games scritta da Suzanne Collins. Nell'adattamento cinematografico è interpretata da Jennifer Lawrence.

## Biografia del personaggio
Katniss e la sua famiglia vivono nel distopico stato di Panem, situato al posto dell'attuale Nordamerica, che è stato distrutto da una catastrofe globale. La capitale di Panem è Capitol City, sulle Montagne rocciose, circondata da dodici distretti, ognuno dei quali produce qualcosa di utile all'economia di Capitol City. La storia inizia nel Distretto 12, il distretto del carbone in cui abita Katniss. È il distretto più povero, e Katniss vive con la madre e la sorella nella parte più povera del distretto, chiamata "il Giacimento".
Il padre di Katniss era un minatore. Rimase ucciso in un'esplosione in miniera quando Katniss aveva undici anni. Dopo la morte del marito, la madre di Katniss cadde in una profonda depressione e smise di prendersi cura delle figlie.
Pochi giorni prima del suo dodicesimo compleanno, Katniss, che era a un passo dalla morte per inedia, si spinse fino alla parte più ricca della città con la speranza di poter rubare qualcosa dai bidoni della spazzatura dei ricchi mercanti. Il figlio del fornaio, Peeta, vedendola, bruciò intenzionalmente alcune pagnotte e, invece che darle ai maiali come gli era stato ordinato, gliele lanciò. Katniss le portò a casa per sfamare la sua famiglia, e da quel momento si sentì perennemente in debito con Peeta.
Alcuni giorni dopo l'incidente del pane, Katniss decise di andare nei boschi attorno al distretto per cacciare illegalmente e raccogliere piante da mangiare, come faceva suo padre prima di morire. Lì incontrò un ragazzo chiamato Gale, fecero amicizia ed iniziarono a cacciare insieme.
La madre di Katniss uscì pian piano dalla depressione e poté tornare al suo lavoro di farmacista e guaritrice e Katniss si sforzò di perdonarla.

### Hunger Games
Il giorno della Mietitura per i 74esimi Hunger Games, viene estratto il nome di Prim come tributo femminile, ma Katniss decide di prendere il posto della sorella, offrendosi volontaria.
Alla presentazione dei tributi a Capitol City, lo stilista di Katniss, Cinna, invece di vestire lei e Peeta da minatori com'è d'uso fare, decide di preparare un costume con delle fiamme vere, il che fa molta impressione sulla popolazione di Capitol City. Durante l'intervista di presentazione dei tributi, Peeta rivela che è da sempre innamorato di Katniss, cosa a cui lei inizialmente non crede.
Durante i Giochi, Katniss stringe un'alleanza con Rue del Distretto 11, ma la ragazzina viene uccisa da Marvel del Distretto 1. Di nuovo senza alleati, Katniss viene a conoscenza della nuova regola istituita dagli strateghi: i vincitori potranno essere due, a patto che entrambi i tributi appartengano allo stesso distretto. Katniss allora va alla ricerca di Peeta, gravemente ferito per proteggerla, con la speranza di poter vincere entrambi, ed inizia anche a sospettare che il suo amore per lei sia vero, non solo una strategia per attrarre sponsor.
L'ultimo giorno, dopo aver ucciso Cato, Katniss e Peeta credono di essere finalmente salvi, ma Seneca Crane cambia nuovamente le regole. Katniss decide che lei e Peeta dovranno mangiare delle bacche velenose, per morire entrambi e lasciare i giochi senza alcun vincitore. Di conseguenza, Seneca è costretto a terminare i Giochi facendoli vincere entrambi.
Gli abitanti di Capitol City vedono nella ribellione di Katniss solo un gesto disperato della ragazza innamorata, ma gli abitanti dei distretti capiscono che in verità si tratta di un atto di sfida. Katniss e Peeta, però, si separano quando lui scopre che Katniss si era finta innamorata di lui tutto il tempo, così Katniss ha la conferma che i suoi sospetti erano fondati: Peeta è davvero innamorato di lei.

### La ragazza di fuoco
Circa sei mesi dopo, Katniss riceve una visita del Presidente Snow, il quale le consiglia di approfittare del Tour della Vittoria per farsi vedere molto innamorata di Peeta, in modo da convincere tutti i distretti che il loro gesto era dettato davvero dall'amore, in modo da fermare la ribellione che è già in atto. Gale nel frattempo bacia Katniss e la ragazza capisce che anche il suo migliore amico è innamorato di lei. Alla fine del Tour, comunque, la situazione non si è calmata, e il Presidente Snow annuncia la terza Edizione della Memoria degli Hunger Games.
Le regole prevedono che i tributi siano scelti tra i vincitori delle edizioni passate, e Katniss deve quindi tornare nell'arena. Peeta si offre volontario al posto di Haymitch. Durante questa edizione dei Giochi, Katniss e Peeta si alleano con Beetee e Wiress (Distretto 3), Finnick Odair e Mags (Distretto 4), e Johanna Mason (Distretto 7). Durante i giochi, Katniss capisce che se Peeta dovesse morire, lei ne rimarrebbe completamente distrutta e intende salvare lui sacrificando se stessa, allo stesso modo Peeta intende sacrificarsi per salvare lei.
Mettendo in atto il piano suggeritole da Beetee, Katniss fa esplodere l'arena, e subito dopo Katniss, Finnick e Beetee vengono salvati dai ribelli e portati al Distretto 13. Peeta e Johanna, invece, vengono catturati e portati a Capitol City.

### Il canto della rivolta
Mentre Peeta viene depistato, Katniss rimane per molto tempo nel distretto 13 senza fare nulla, cercando di recuperare la forma fisica e la stabilità mentale. In seguito, i ribelli le chiedono di essere ufficialmente la Ghiandaia imitatrice, simbolo della rivoluzione. Katniss accetta, e inizia a filmare brevi spot di propaganda che vengono messi in onda in tutti i distretti.
Nel frattempo Peeta viene salvato e curato, ma si scopre che Snow ha fatto volontariamente salvare Peeta perché gli è stato fatto un lavaggio del cervello completo che lo porta a ritenere Katniss la sua più grande minaccia. Tutto ciò devasta Katniss, poiché Snow ha reso Peeta un'arma per ucciderla, facendogli dimenticare ogni amore che nutriva per lei.
Dopo un lungo e faticoso addestramento, Katniss viene mandata in missione con Gale, Finnick, Peeta ed altri ribelli per uccidere il Presidente Snow. La maggioranza dei ribelli viene uccisa lungo la strada, in più delle bombe cadono su dei bambini chiusi in recinti e sui dottori che li stanno aiutando, tra i quali c'è anche Prim, la quale muore. Nella stessa esplosione, Katniss rimane gravemente ustionata.
Dopo essere stata curata, apprende che i ribelli hanno vinto la guerra e intendono uccidere il Presidente Snow con una pubblica esecuzione in cui sarà Katniss a tirare la freccia mortale. La ragazza va a parlare con il Presidente Snow e scopre che il bombardamento che ha ucciso Prim non è stato organizzato da Capitol City, bensì da Alma Coin, presidente del Distretto 13 (e nuova presidente di Panem dopo la cattura di Snow), nel tentativo di uccidere Katniss stessa, in quanto più utile come martire che da viva. Il giorno dell'esecuzione, invece di tirare la freccia contro il Presidente Snow, Katniss uccide Coin, dato che la donna minacciava di diventare una leader peggiore di quello appena destituito.
Katniss, essendo simbolo della rivoluzione realizzata, non viene punita ma le viene data l'infermità mentale e torna al Distretto 12. Durante il viaggio di ritorno, apprende che l'ex presidente Snow è morto schiacciato dalla folla dopo l'assassinio di Coin. Non esce di casa per mesi, sua madre è andata nel Distretto 4 a lavorare come infermiera, mentre Gale è andato nel Distretto 2 a lavorare come soldato. A ridarle la speranza e la voglia di vivere è di nuovo Peeta, che pianta delle primule (primrose) nel suo giardino, in memoria della sorella defunta. I due ricominciano a vivere assieme, sostenendosi a vicenda e nei mesi successivi Katniss ammette finalmente di amare Peeta.
Dopo più di quindici anni dalla fine della rivolta, Katniss e Peeta sono sposati e hanno due figli: una femmina che ha i capelli neri della madre e gli occhi azzurri del padre; e un maschio che ha i capelli biondi del padre e gli occhi grigi della madre. Katniss continua a soffrire di incubi che la perseguitano e si chiede come dovrà spiegare tutto ai figli. Ed è in quei momenti che fa una lista immaginaria di ogni buona azione da lei vista, che mantiene da più di vent'anni. Come lei stessa afferma nella frase finale: "È come un gioco. Ripetitivo. Persino un po’ noioso dopo più di vent'anni. Ma esistono giochi molto peggiori a cui giocare."

## Caratterizzazione

### Aspetto e personalità

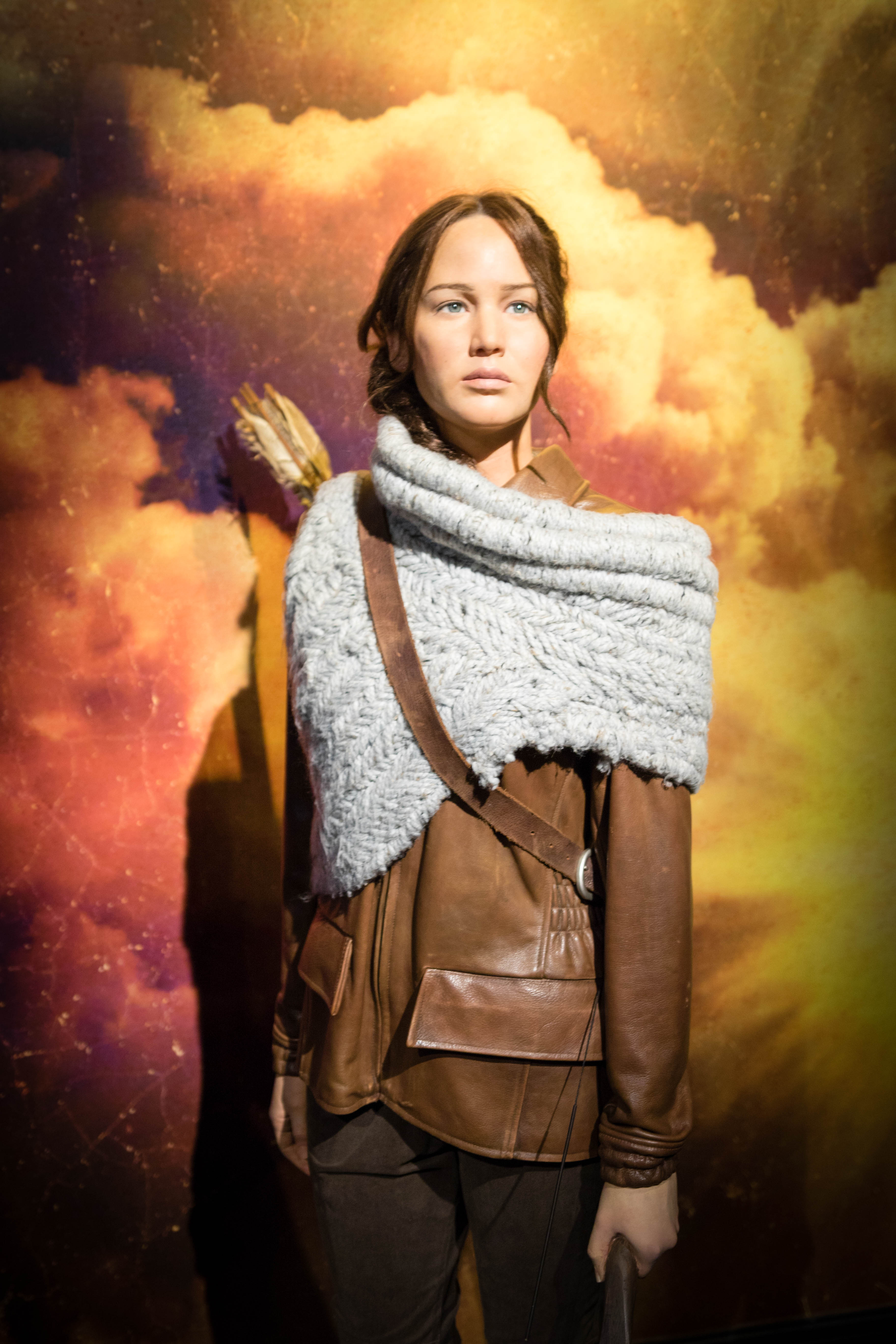
Statua di Katniss Everdeen, realizzata sull'aspetto dell'interprete Jennifer Lawrence

Katniss è descritta con lineamenti marcati, lunghi capelli neri lisci (solitamente raccolti in una treccia), pelle olivastra e occhi grigi. È magra e non molto alta, ma abbastanza forte da provvedere alla sua famiglia. Ha sedici anni durante i 74º Giochi, e diciassette durante i 75º Giochi e la Rivolta. Di frequente indossa una spilla a forma di Ghiandaia Imitatrice come segno di buona fortuna.
L'autrice del personaggio l'ha descritta come una persona indipendente, leale e impulsiva. I vari eventi della sua vita (la morte del padre, la depressione della madre e la quasi malnutrizione) l'hanno resa psicologicamente forte e l'hanno portata a lavorare duro per preservare sia la sua stessa vita, sia quella di coloro che ama.
È una ragazza molto coraggiosa e decisa; a volte si dimostra fredda con alcune persone, ma è una persona molto sensibile e fragile. Il suo unico grande problema, a suo parere, è il fatto di non essere brava a fare amicizia. Nonostante questo, lungo la saga di amici ne avrà parecchi. Afferma inoltre che le persone gentili sono le più pericolose, perché riescono a guadagnarsi la sua fiducia e potrebbero ferirla quando lei meno se lo aspetta.
Durante il corso della serie, si adatta al detto "uccidi o sarai ucciso", considerando lei stessa il modo di uccidere i suoi avversari, anche se si rende conto di essere già una persona in grado di uccidere per via delle sue esperienze con la caccia. Anche se le prime persone che uccide causano pentimento nei loro confronti, Katniss riesce nel corso della storia a sviluppare un maggiore sangue freddo, che le permette, in caso di necessità e per cause di forza maggiore, di uccidere in assenza di rimorso ed esitazione.

### Abilità
Katniss è un'abile cacciatrice, capacità appresa autonomamente essendo per lei la caccia, nel Distretto 12, l'unico espediente per procurarsi da vivere per sé e per la sua famiglia. L'arma che predilige è l'arco dimostrando una notevole predisposizione e dimestichezza nel suo utilizzo che migliorerà dopo l'esperienza degli Hunger Games. Il suo corpo agile e scattante combinato alla sua spiccata intelligenza tattica la rendono un avversario sfuggente, imprevedibile e letale. Allo stesso modo non si può dire ugualmente abile dal punto di vista dialettico, ritenendosi lei stessa poco incline a coinvolgere le persone e a piacere agli altri (abilitá che riconosce invece in Peeta); questa mancanza non si rivelerá in ogni caso come un problema per lei all'interno del contesto dei Giochi, poiché diventerà senza volerlo la beniamina di Capitol City pur non dimostrando loquacità, ma affidandosi solo alla presenza scenica (pensata per lei dal suo team di preparatori) e grazie alla storia d'amore inizialmente inscenata con Peeta.

### Nome
Il nome "Katniss" del personaggio riprende il termine inglese katniss, nome della pianta commestibile sagittaria, detta anche "erba saetta" a causa della sua forma a punta di freccia o di fulmine. L'associazione del nome Katniss con la sagittaria evoca anche la costellazione del Sagittario ovvero dell'Arciere, riferimento all'abilità di Katniss con il tiro con l'arco.
Il cognome del personaggio fa riferimento a Bathsheba Everdene, protagonista del romanzo Via dalla pazza folla di Thomas Hardy.

## Accoglienza

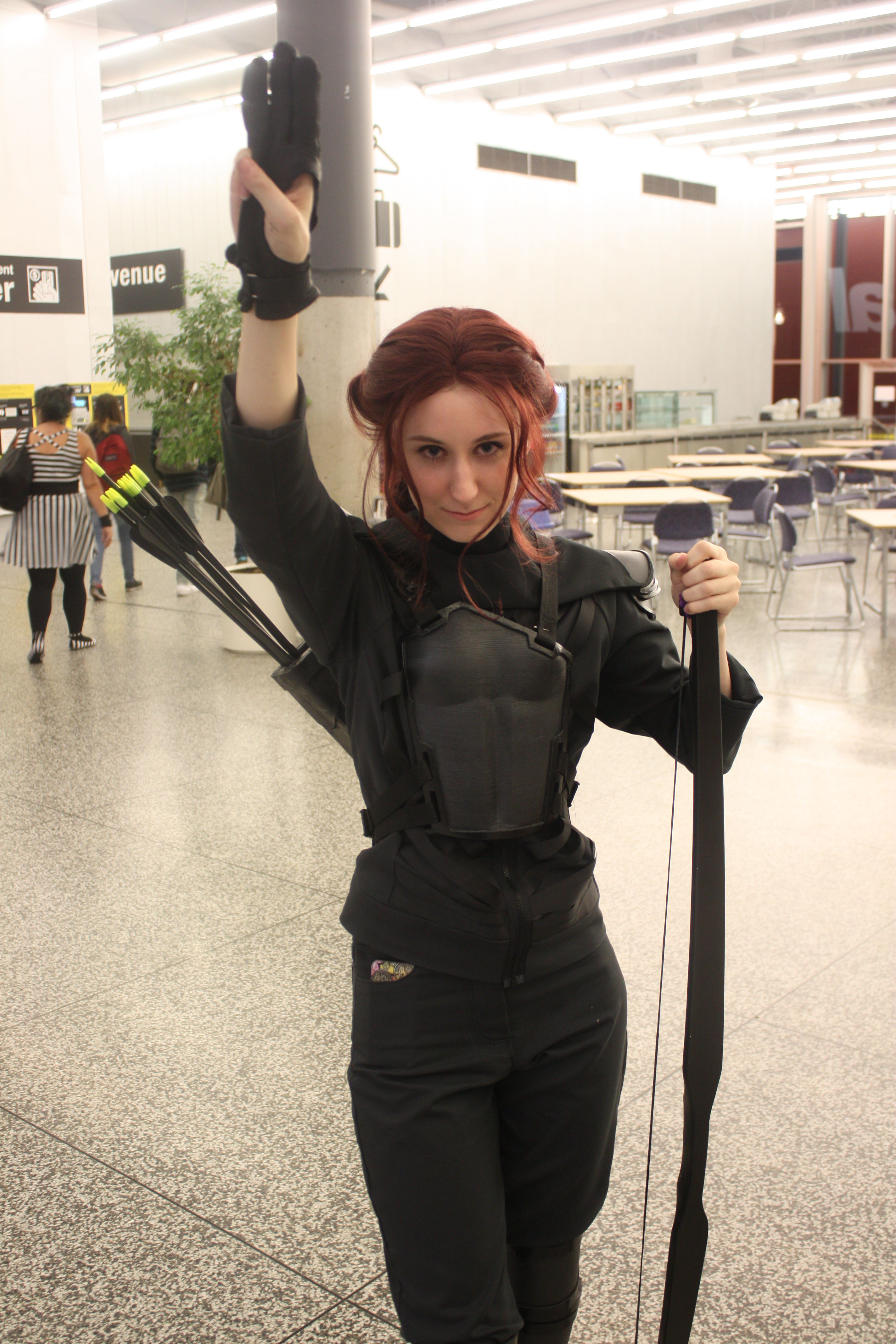
Una cosplayer vestita da Katniss Everdeen durante il Montréal ComicCon a luglio 2015

Katniss è stata accolta positivamente dalla critica. Stephen King ha apprezzato molto il personaggio, dicendo che era una "ragazza fantastica" ma ha criticato il suo nome definendolo un "nome zoppo", prima di aggiungere: "Una volta che ho superato il [suo] nome... mi è piaciuta molto". Francisca Goldsmith per Booklist ha dichiarato: "Sebbene Katniss sia abile con arco e frecce e nell'analizzare le prossime mosse dei suoi avversari, ha molto da imparare sui sentimenti personali, in particolare i suoi". Publishers Weekly l’ha chiamata "fredda, calcolatrice ma comunque simpatica". John Green del The New York Times ha definito Katniss "un'eroina memorabilmente complessa e affascinante". Sempre per la stessa pubblicazione, Katie Roiphe ha affermato che Katniss nell’ultimo libro era "un personaggio eccezionale senza essere esattamente simpatico. È autoritaria, lunatica, esigente e spinosa", e ha commentato che questo è ciò che rende molte eroine della letteratura moderna simpatiche. Entertainment Weekly ha confrontato Katniss a Bella Swan della saga di Twilight, affermando che "a differenza della bella, passiva e angosciata di Twilight, Katniss è una giovane donna comandata da sé che dimostra pari compassione e impavidità".
Laura Miller di Salon.com ha trovato Katniss troppo virtuosa e senza motivazione, contrapponendola negativamente a Bella di Twilight. Tuttavia, la Miller l’ha ritenuta essere "per molti aspetti un miglioramento di Bella". David Gritten del The Daily Telegraph l'ha etichettata come "un grande modello per le ragazze" che "ha interessi amorosi, ma non scopre passivamente i ragazzi". Daniel D'Addario del Time ha dichiarato: "L'eroina di Hunger Games si è già assicurata il suo ruolo modello femminista e di potenza al botteghino. Ma Katniss è più che un'icona cinematografica: il suo saluto a tre dita, usato come un segnale di ribellione, è diventato un simbolo tra i manifestanti democratici in Thailandia e ad Hong Kong”.

## Altri media

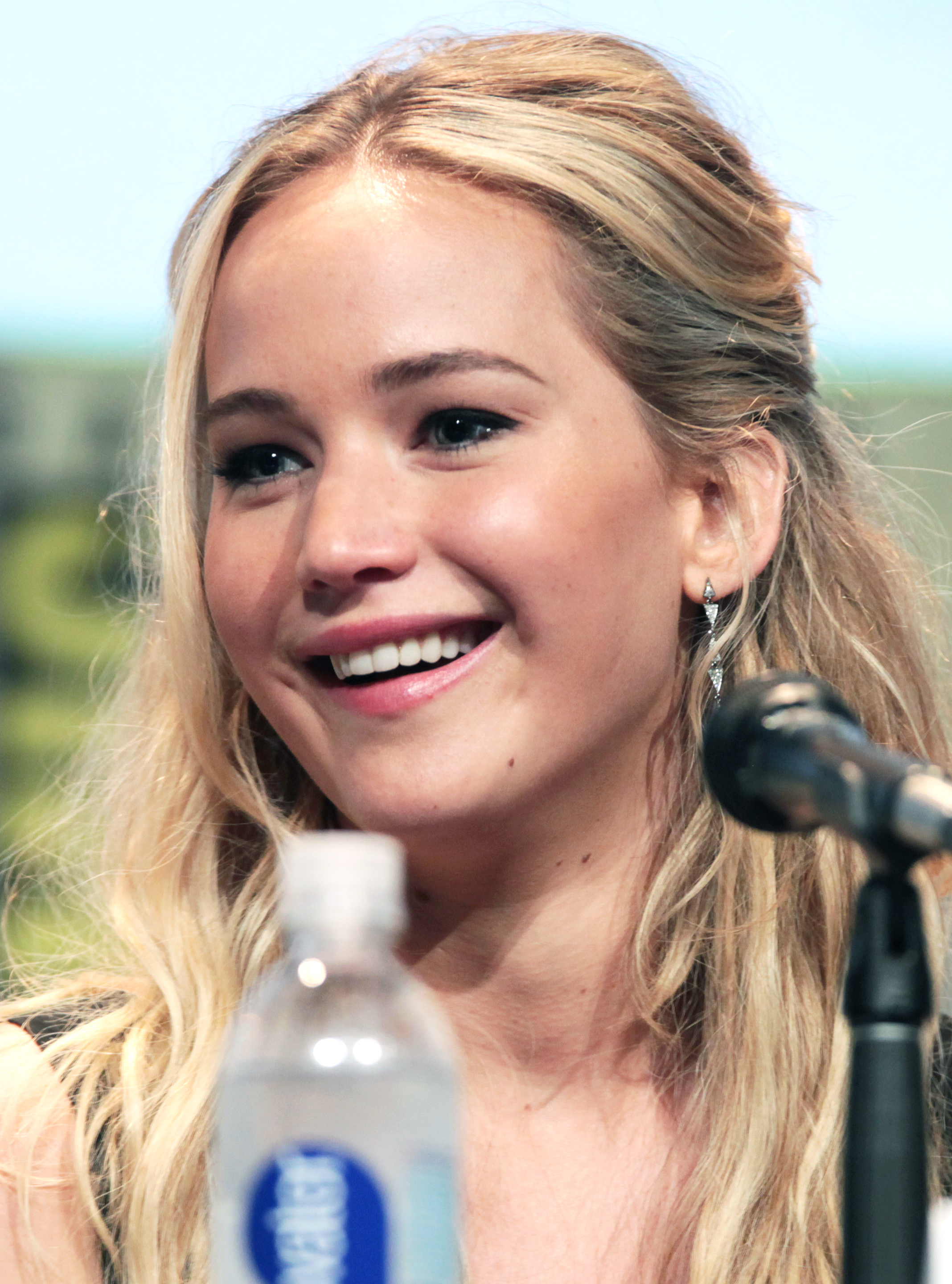
Jennifer Lawrence, interprete di Katniss Everdeen nei vari film della saga

Le attrici Lyndsy Fonseca e Kaya Scodelario hanno espresso interesse per il film e ricevuto le sceneggiature nell'ottobre 2010. Nel frattempo, l'attrice candidata all'Oscar Hailee Steinfeld ha incontrato il regista Gary Ross. Anche Chloë Grace Moretz, Malese Jow e Jodelle Ferland hanno manifestato pubblicamente il desiderio di interpretare Katniss. Il regista Scott Derrickson, che aveva discusso con Lionsgate la possibilità di dirigere il film, aveva preso in considerazione Naya Rivera per il ruolo. Nel marzo 2011, Lionsgate ha confermato che circa 30 attrici avevano sostenuto un provino o incontrato la produzione per il ruolo, tra cui Jennifer Lawrence, Abigail Breslin, Emma Roberts, Saoirse Ronan, Emily Browning e Shailene Woodley, oltre a Steinfeld, Moretz, Fonseca e Scodelario.